# Kościół św. Wojciecha w Skrzyńsku
Kościół św. Wojciecha w Skrzyńsku – rzymskokatolicki kościół parafialny zlokalizowany we wsi Skrzyńsko w województwie mazowieckim (powiat przysuski). Funkcjonuje przy nim parafia św. Wojciecha.

## Historia

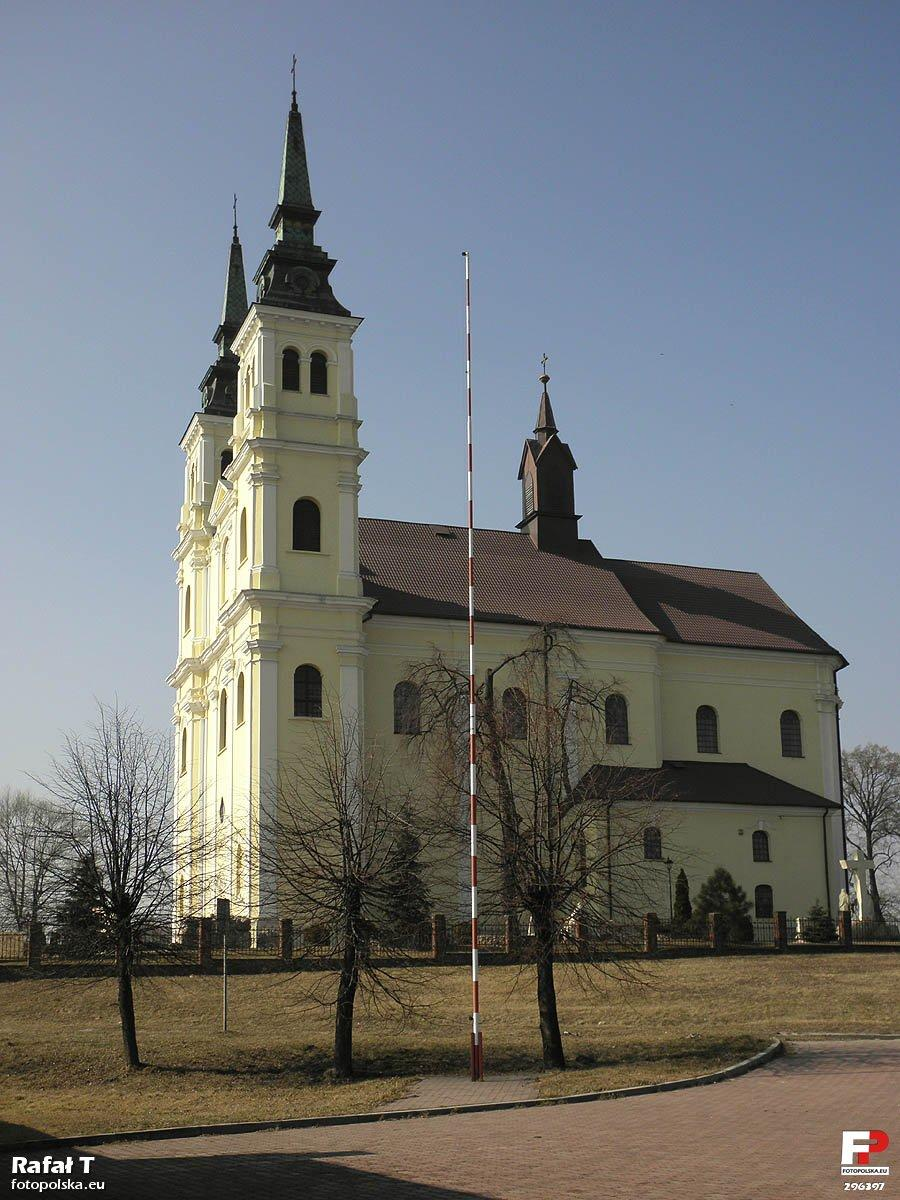
Elewacja boczna

Pierwszy kościół w pod wezwaniem Trójcy Świętej i św. Wojciecha wzniósł we wsi około 1132 Piotr Włostowic. Był on dedykowany w 1204 przez arcybiskupa gnieźnieńskiego Henryka Kietlicza. Według kronik w świątyni tej modlił się Piotr Dunin, który naraziwszy się księciu Władysławowi i jego żonie został z ich rozkazu okaleczony i miał tu doznać uzdrowienia, modląc się przed swoim ulubionym obrazem.
Świątynię wzniesiono w latach 1760-1768. Ufundowana została przez starostę uszyckiego, Karola Szydłowskiego. W latach 1909–1910 podwyższono wieże według projektu Jarosława Wojciechowskiego. Na froncie wieże flankują herb fundatora Lubicz. W 2005, podczas wymiany tynków w dolnej części kościoła, dr Jerzy Sikora z Instytutu Archeologii Uniwersytetu Łódzkiego odkrył ślady pierwotnej świątyni, w postaci wtórnie wykorzystanych kamiennych ciosów oraz romańskie płyty nagrobne z motywem krzyża (obecnie prezentowane na zewnątrz kościoła), a w rozbieranym murze otaczającym kościół romańską chrzcielnicę kielichową i dwa romańskie kapitele kostkowe, które datowane są na XII wiek. Romańskie ciosy są obecnie wyeksponowane w północno-zachodnim murze prezbiterium w północno-wschodnim murze nawy. Być może pierwotny kościół romański z XII wieku można wiązać z fundacją Piotra Włostowica.
Przy kościele od 1963 funkcjonuje sanktuarium Matki Bożej Staroskrzyńskiej, podniesione do tej godności przez biskupa Jana Kantego Lorka. Obraz koronowano 6 września 1998 i była to pierwsza koronacja w diecezji radomskiej. Obrzędom przewodniczył prymas Józef Glemp w obecności dziewiętnastu biskupów i około 100.000 wiernych. W nocy z 24 na 25 czerwca 2001 wizerunek skradziono, by po kilku dniach odnaleźć go bez koron i ram. 1 września 2002 obraz rekoronowano pod przewodnictwem biskupa Zygmunta Zimowskiego i nadano mu tytuł Matki Pięknej Miłości. 
W latach 2011–2013 zbudowano wokół kościoła stacje drogi krzyżowej.

## Architektura
Świątynia jest obiektem późnobarokowym, ceglano-kamiennym, zwróconym na północ, dwuwieżowym, częściowo podpiwniczonym, otynkowanym zaprawą wapienną, krytym dachem dwuspadowym. Hełmy wieżowe mają formę pylonów.

## Wnętrze
Kościół jest jednonawowy, z węższym prezbiterium i czterema ołtarzami, z których główny (rokokowy, z końca XVIII wieku, wsparty czterema filarami korynckimi) mieści cudowny obraz Matki Bożej Staroskrzyńskiej z XV wieku. Namalował go nieznany artysta, a jego forma nawiązuje do typu Madonn piekarskich. Po lewej znajduje się ołtarz z 1878 z XVII-wieczną rzeźba Chrystusa, a po prawej Matki Bożej Nieustającej Pomocy z zasuwą zdobioną wizerunkiem św. Anny. Pozostałe ołtarze dedykowane są św. Karolowi Boromeuszowi oraz św. Józefowi. W prawej nawie stoi epitafium fundatora wykonane z czerwonego marmuru. Przy kaplicy Jezusa Ukrzyżowanego umieszczone jest epitafium francuskiego generała-inżyniera wojskowego w służbie polskiej, Jana Chrzciciela de Grandville Malletskiego (1846).

## Galeria

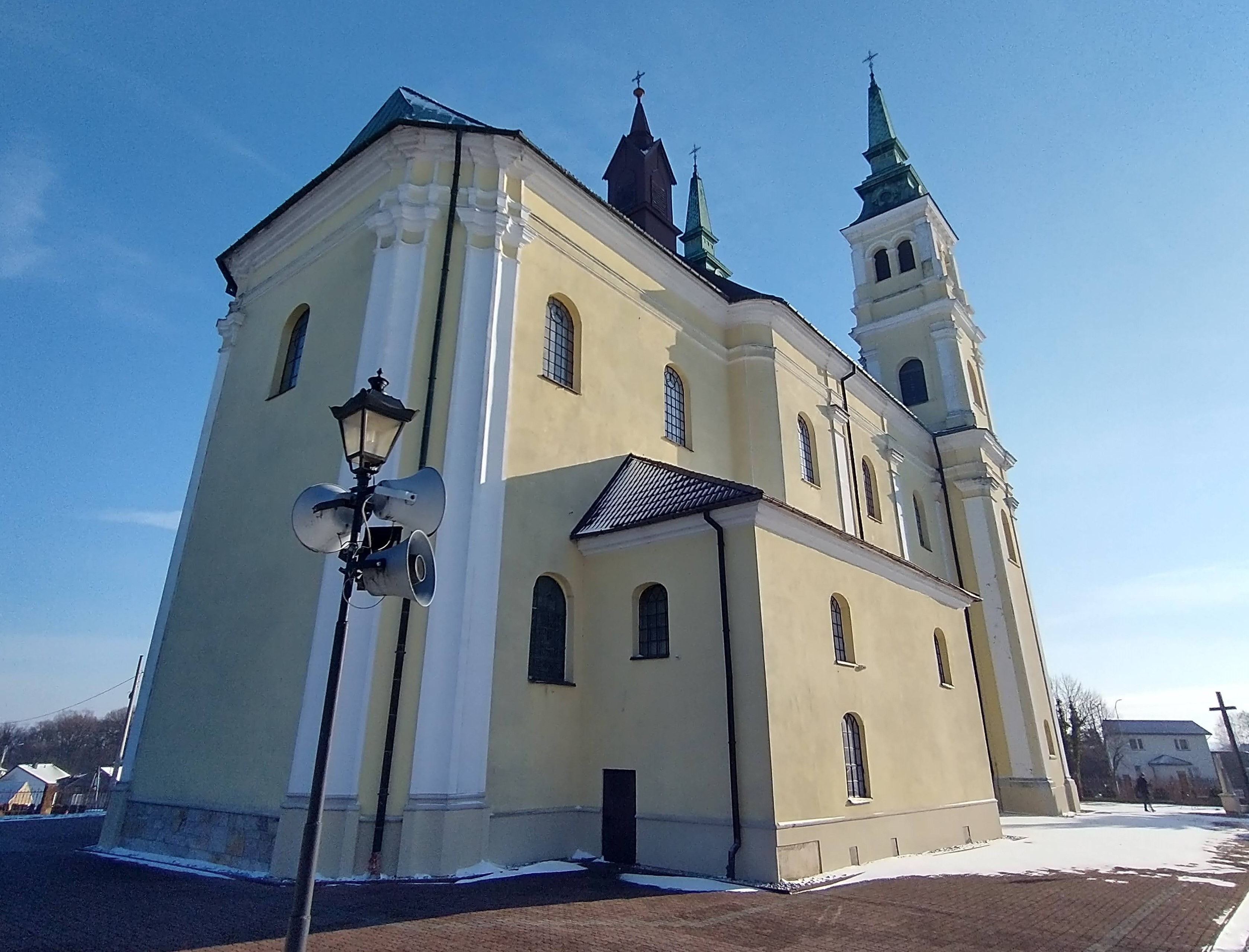
Widok od prezbiterium
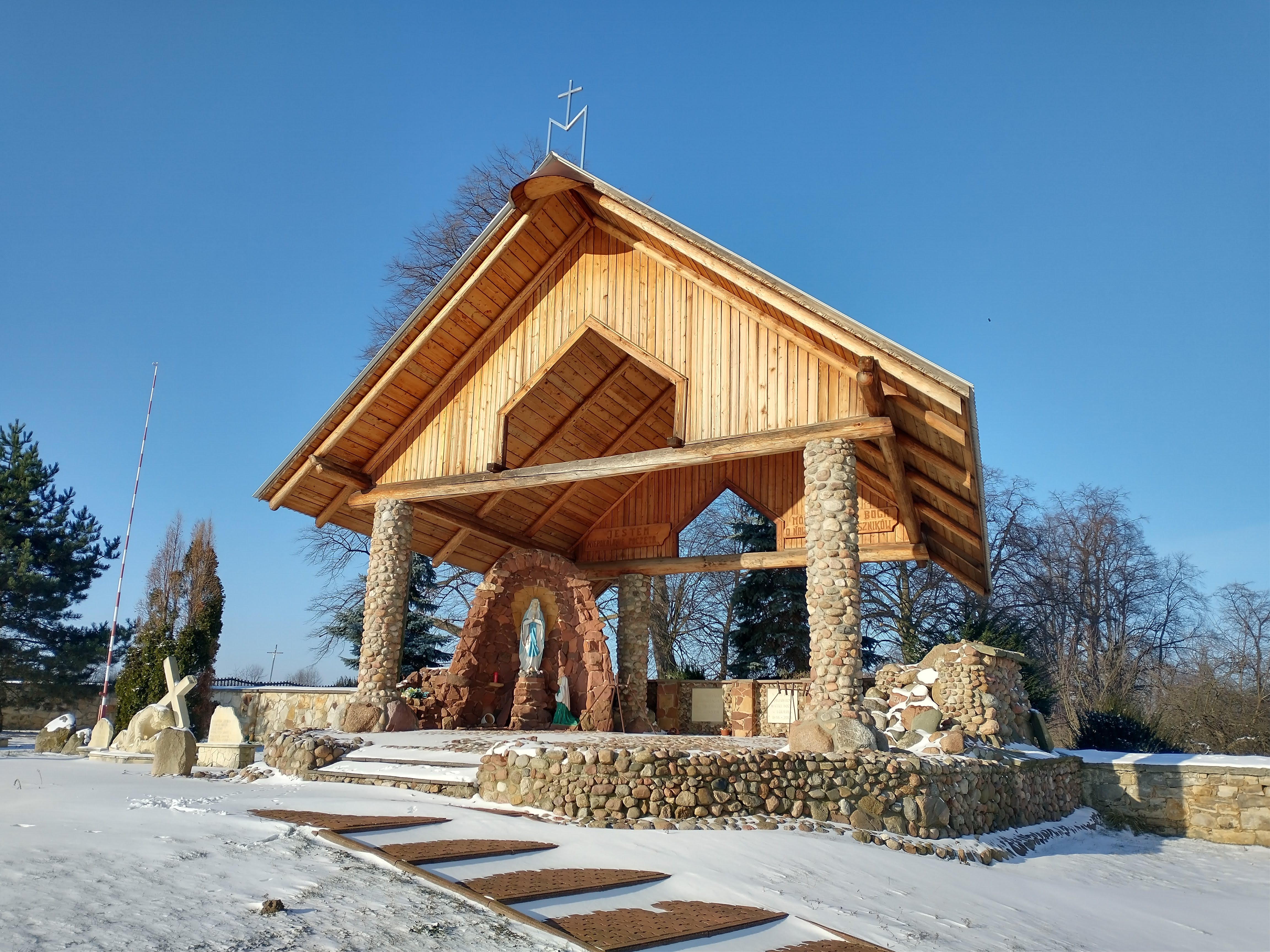
Ołtarz polowy
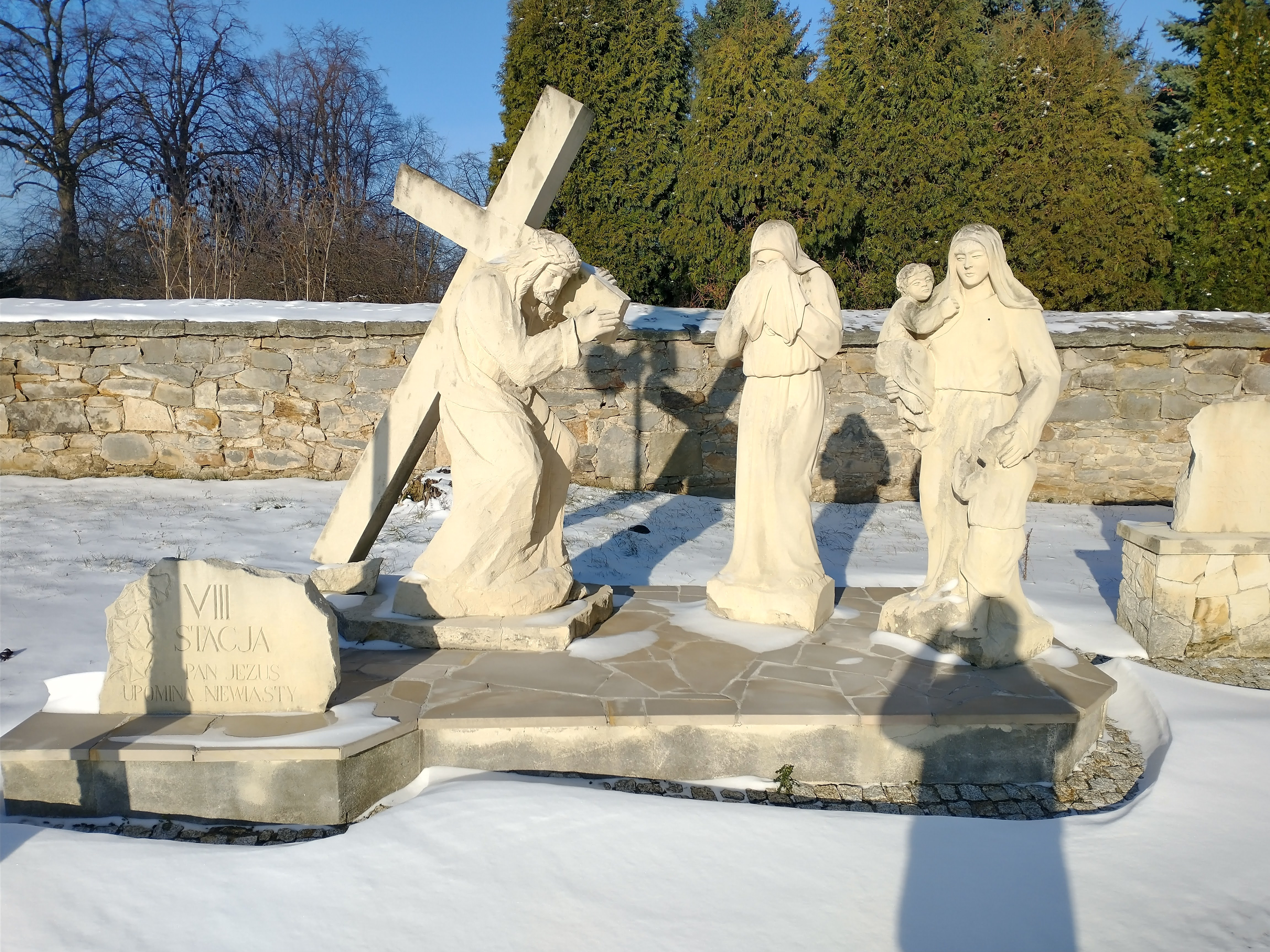
Stacja drogi krzyżowej